# Cambrische Bergen

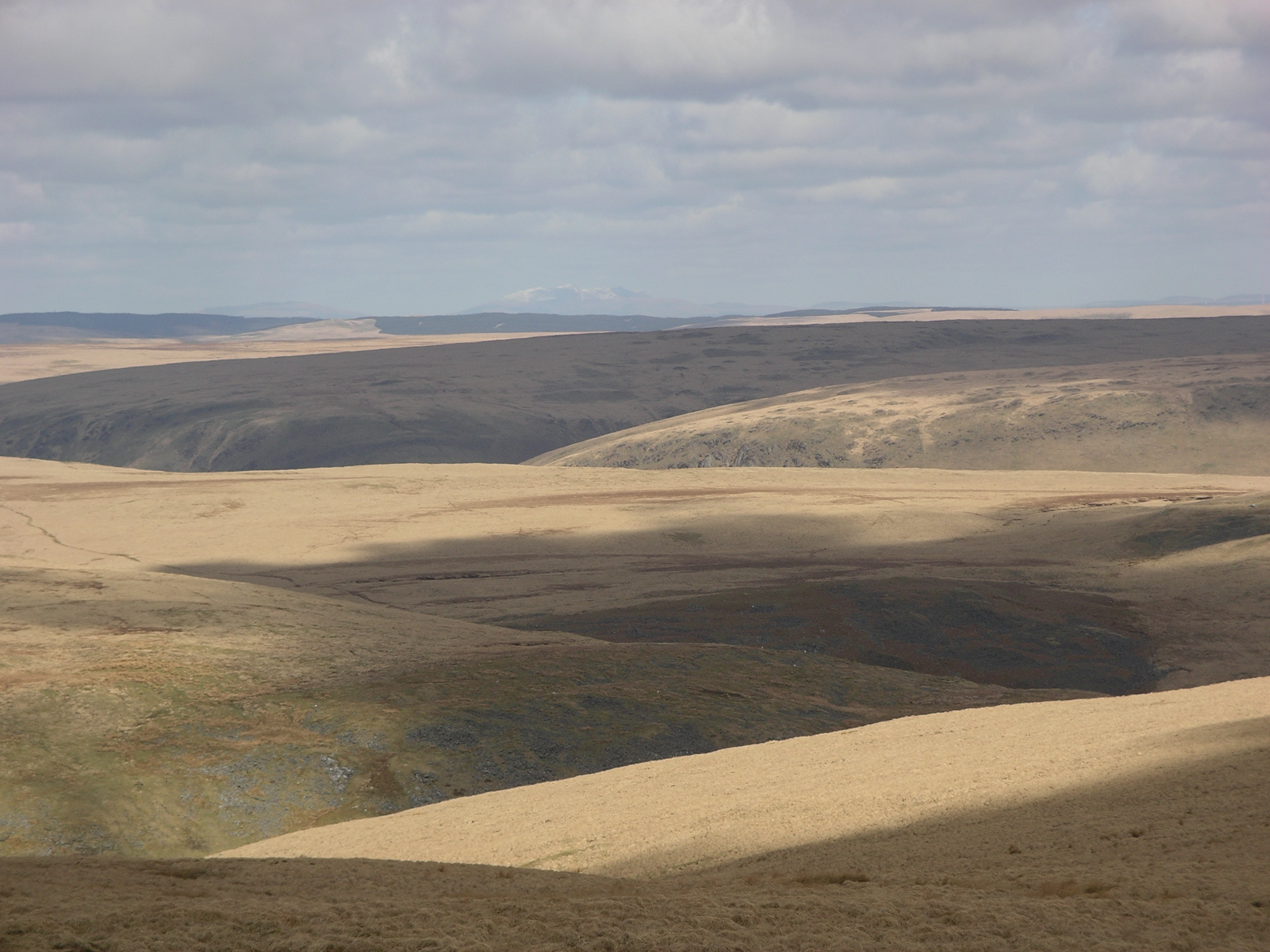
De Desert of Wales, vanaf Drygarn Fawr

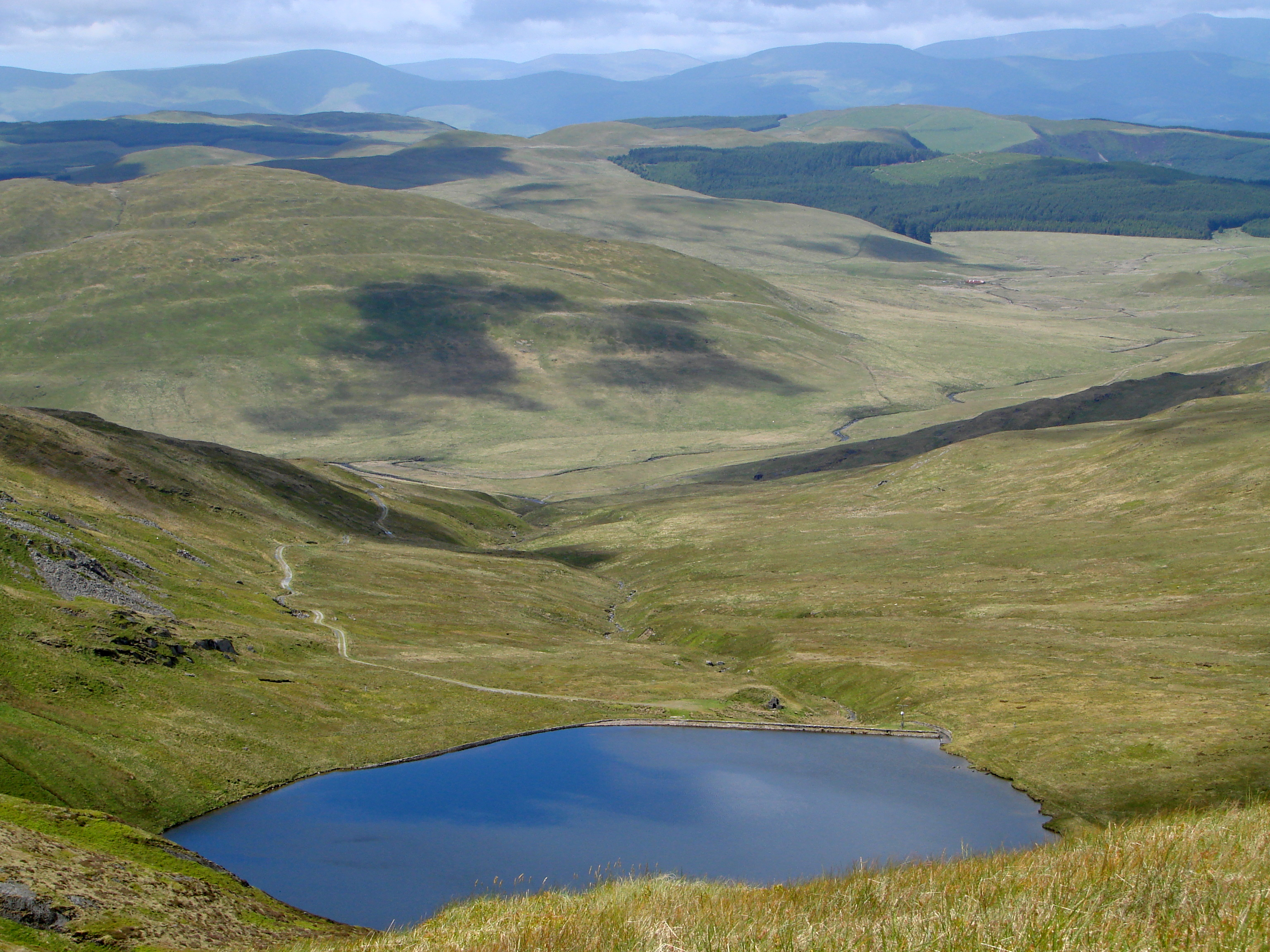
Uitzicht nabij de top van de Plynlimon over de Llyn Llygad Rheidol

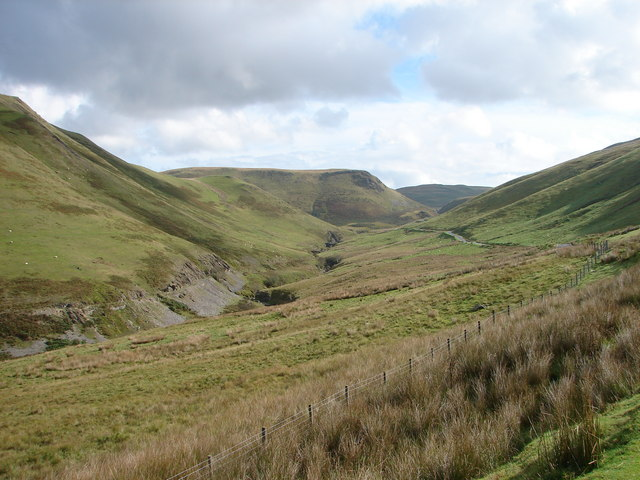
Uitzicht nabij Cwmystwyth

De Cambrische Bergen (Welsh: Mynyddoedd Cambria, in enge betekenis: Elenydd) zijn een reeks bergketens in Wales. Het cambrium ontleent zijn naam aan deze heuvels.
Oorspronkelijk stond de term "Cambrische bergen" in de brede betekenis voor het hoogland van Wales. De naam is afgeleid van de Latijnse naam voor Wales: Cambria.
Sinds de jaren 1950 wordt er meer en meer specifiek de geografische homogene regio van het hoogland van Midden-Wales mee bedoeld. Deze laatste regio is in het Welsh gekend als Elenydd en strekt zich uit van Plynlimon tot Mynydd Mallaen.  Deze kale en dunbevolkte 'wildernis' wordt vaak aangeduid als de 'Desert of Wales'. In het gebied bevinden zich de bronnen van de Severn, de Wye en de Tywi. In de jaren 1960 en 1970 heeft men getracht een nationaal park op te richten, maar dit is niet gelukt.  Het hoogste punt van de bergketen is de Plynlimon met een hoogte van 762 meter.
De bredere, historische term Cambrische Bergen bevat ook de regio Snowdonia in Noord-Wales en Brecon Beacons en de Black Mountains in Zuid-Wales. De hoogste toppen in dit gebied bevinden zich met 1090 meter hoogte in Snowdonia.